# Adinda conglobator
Adinda conglobator is een pissebed uit de familie Scleropactidae. De wetenschappelijke naam van de soort is voor het eerst geldig gepubliceerd in 1902 door Gustav Budde-Lund.